# Marni Nixon
Margaret Nixon McEathron, més coneguda com a Marni Nixon, (Altadena, 22 de febrer de 1930 - Nova York, 24 de juliol de 2016) va ser una soprano estatunidenca i cantant dobladora no acreditada d'actrius destacades en musicals de pel·lícules. Ara és reconeguda com la veu cantant d’actrius protagonistes a les bandes sonores de diversos musicals, com ara Deborah Kerr a The King and I, Natalie Wood a West Side Story i Audrey Hepburn a My Fair Lady, tot i que els seus papers eren ocults al públic quan es van estrenar les pel·lícules. Diverses de les cançons que va doblar van aparèixer a la llista 100 anys... 100 cançons d'AFI.
A més del seu treball de veu en pel·lícules, la carrera de Nixon va incloure actuacions pròpies en cinema, televisió, òpera i musicals a Broadway i en altres llocs dels Estats Units, actuacions en concerts amb les principals orquestres simfòniques i enregistraments.

## Primers anys de vida
Nascuda a Altadena, Califòrnia, filla de Charles Nixon i Margaret Elsa (nascuda Wittke) McEathron, Nixon va ser una actriu de cinema infantil que va aparèixer en pel·lícules com The Bashful Bachelor (1942) i que també tocava el violí. Va començar a cantar des de molt jove a cors, inclosa la interpretació de solos amb la coral Roger Wagner. Va continuar estudiant cant i òpera amb, entre d'altres, Vera Schwarz, Carl Ebert, Boris Goldovsky i Sarah Caldwell. El 1947, després d'adoptar el nom artístic "Marni Nixon", va debutar en solitari a Hollywood Bowl amb Carmina Burana amb la Filharmònica de Los Angeles amb el director Leopold Stokowski.

## Primeres pel·lícules i musicals
La carrera cinematogràfica adulta de Nixon va començar el 1948 quan va cantar les veus dels àngels escoltats per Ingrid Bergman a Joan of Arc (1948). El mateix any va fer el seu primer treball de doblatge quan va donar la veu cantant de Margaret O'Brien a Big City de 1948 i després a The Secret Garden de 1949. Va doblar a Jeanne Crain a Cheaper by the Dozen (1950) i va fer les notes agudes de Marilyn Monroe a "Diamonds Are a Girl's Best Friend" a Els senyors prefereixen les rosses (1953). També el 1953 va doblar a Ida Lupino a Jennifer. Nixon va aparèixer a Broadway el 1954 a The Girl in Pink Tights.
El 1956, va treballar estretament amb Deborah Kerr per proporcionar la veu cantant de l'estrella per a la versió cinematogràfica de The King and I de Rodgers i Hammerstein; Kerr va trencar la convenció de Hollywood acreditant públicament el cant de Nixon. El 1957 Nixon va tornar a treballar amb Kerr per doblar la seva veu a Tu i jo. Aquell any, també va cantar per a Sophia Loren a El nen del dofí. El 1960, va doblar la veu de Janet Leigh a Pepe i va tenir un paper de cor a la pantalla a Can-Can. A West Side Story de 1961, l'estudi va mantenir el seu treball sobre la pel·lícula (com a veu cantant de Maria interpretat físicament per Natalie Wood) un secret per a Wood, i Nixon també va fer el cant de Rita Moreno a la pel·lícula "Tonight Quintet". Ella va demanar als productors de la pel·lícula, però no va rebre, drets directes del seu treball a la pel·lícula, però Leonard Bernstein li va concedir contractualment 1/4 de l'1% de les seves royalties personals. Després d'un cas judicial, va rebre drets d'autor per les vendes de l'àlbum de la banda sonora i es va pronunciar pels drets del doblatges ocults. El 1962, també va cantar les notes agudes de Wood a La reina del vodevil. Per a My Fair Lady el 1964, va tornar a treballar amb la protagonista femenina de la pel·lícula, Audrey Hepburn, per interpretar les cançons del personatge de Hepburn, Eliza. A causa del seu treball de doblatge no acreditat en aquestes pel·lícules, la revista Time la va anomenar "The Ghostess with the Mostest" (La fantasma amb la majoria).
Nixon va aparèixer com a convidada a Young People Concerts de Leonard Bernstein, inclòs el 1960, cantant "Improvisation sur Mallarmé I" de Pli selon pli de Pierre Boulez, i el 9 d'abril de 1961, en un programa titulat "Folk Music in Concert Hall" (Música popular al Concert Hall), cantant tres "Cançons de l'Alvèrnia" de Joseph Canteloube. Abans que My Fair Lady sortís als cinemes el 1964, Nixon va interpretar a Eliza en una represa del musical al centre de Nova York. La primera aparició a la pantalla de Nixon va ser Sister Sophia a la pel·lícula de 1965 Somriures i llàgrimes. Al comentari en DVD de la pel·lícula, el director Robert Wise comenta que el públic finalment va poder veure a la dona de la què coneixia tan bé la veu. El 1967, va ser la veu cantant de la princesa Serena en una versió animada de Jack and the Beanstalk a la cadena NBC. Especialment als anys seixanta, però també abans i després, Nixon va fer aparicions en concerts, especialitzant-se en música contemporània com a solista de la Filharmònica de Nova York, i va fer recitals al Carnegie Hall, Alice Tully Hall i Town Hall de la ciutat de Nova York.

## Treball posterior
Nixon va ensenyar a l'Institut de les Arts de Califòrnia a Santa Clarita del 1969 al 1971 i es va incorporar a la facultat de l' Acadèmia de Música de l'Oest, Santa Bàrbara, el 1980, on va ensenyar durant molts anys. A finals dels anys setanta i principis dels vuitanta, va organitzar un programa de televisió infantil a Seattle al canal 4 de KOMO-TV anomenat Boomerang, guanyant quatre premis Emmy com a millor actriu i va fer nombroses altres aparicions a la televisió en programes de varietats i com a estrella convidada en sèries en horari de màxima audiència. El repertori d’òpera de Nixon incloïa Zerbinetta a Ariadne auf Naxos, Susanna a Les noces de Fígaro, Blonde i Konstanze a Die Entführung aus dem Serail, Violetta a La traviata, el paper principal a La Périchole i Philine a Mignon. Els seus crèdits d'òpera van incloure actuacions a l'òpera de Los Angeles, l'òpera de Seattle, l'Òpera de San Francisco i el festival de música de Tanglewood, entre d'altres. A més de donar recitals, va aparèixer com a solista d’oratori i concerts a la Filharmònica de Nova York amb Leonard Bernstein, la Filharmònica de Los Angeles, l'Orquestra de Cleveland, l’Orquestra Simfònica de Toronto, l'Orquestra Simfònica de Londres i l'Orquestra Filharmònica d'Israel, entre d'altres.
Nixon també va fer gires amb Liberace i Victor Borge i més tard en els seus propis espectacles de cabaret. A l'escenari, el 1984, va originar el paper d'Edna Off-Broadway a Taking My Turn, composta per Gary William Friedman, rebent una nominació al premi Drama Desk. També va originar el paper de Sadie McKibben a Opal (1992), i va tenir un paper cinematogràfic el 1997 com a tia Alice a I Think I Do. Sota el seu propi nom, a partir dels anys vuitanta, Nixon va gravar cançons de Jerome Kern, George Gershwin i diversos compositors clàssics. Va ser nominada a dos premis Grammy a la millor interpretació clàssica, solista vocal, un pel seu àlbum de Schönberg i un per al seu àlbum de Copland.
A la pel·lícula de Disney Mulan del 1998, Nixon era la veu cantant de l'"Àvia Fa". Després va tornar als escenaris, recorrent els Estats Units com a Fraulein Schneider a Cabaret el 1997–1998. Finalment, va cantar en més de 50 bandes sonores. El 1999 va originar el paper de Mrs. Wilson a l'estrena de Ballymore, una òpera de Richard Wargo al Skylight Opera Theatre de Milwaukee, Wisconsin, que va ser gravada per PBS. Al teatre regional i Off-Broadway, va fer el paper d'infermera a Romeo i Julieta i va aparèixer en produccions de The King and I i The Sound of Music. També va continuar donant classes de veu i jutjant competicions vocals.
El 2000, després de gairebé mig segle de distància, va tornar a Broadway com a tia Kate a James Joyce's The Dead. El 2001, Nixon va substituir Joan Roberts com Heidi Schiller en la reaparició de Broadway de Follies de Stephen Sondheim. Va interpretar a Eunice Miller el 70, Girls, 70 en una producció del 2002 a Los Angeles. El 2003, va tornar a Broadway com a substituta del paper de la mare de Guido en la reestrena del musical Nine. La seva autobiografia, I Could Have Sung All Night, es va publicar el 2006. Va actuar a la gira nord-americana del 2008 per la reestrena de My Fair Lady de Cameron Mackintosh al Regne Unit en el paper de Mrs. Higgins. Després va aparèixer com a Frau Direktor Kirschner als Encores! del 2009, producció del musical Music in the Air al centre de la ciutat de Nova York.

## Vida personal i mort
El 1950, Nixon es va casar amb el primer dels seus tres marits, Ernest Gold, que va compondre el tema de la pel·lícula Exode. Van tenir tres fills, inclòs el cantant i compositor Andrew Gold. Es van divorciar el 1969. Va estar casada amb Lajos "Fritz" Fenster del 1971 al 1975 i amb el instrumentista de vents de fusta Albert Block des del 1983 fins a la seva mort el 2015.
Nixon va sobreviure al càncer de mama el 1985 i el 2000, però va morir de la malaltia el 24 de juliol de 2016 a Nova York, als 86 anys.

## Honors
El 27 d’octubre de 2008, a Nixon se li va lliurar el Premi Distingit Artista del Singer Symposium a la ciutat de Nova York. També va ser membre honorària de la Sigma Alpha Iota de la Fraternitat Internacional de les Dones de la Música.
El 2011, Nixon va rebre el premi George Peabody per contribucions destacades a la música americana